# Orde de la Visitació
L'Orde de la Visitació o de la Visitació de Santa Maria (en llatí Ordo Visitationis Beatissimae Mariae Virginis) és un orde monàstic femení, dedicat a la vida contemplativa, que va ser fundat com a congregació religiosa pels sants Francesc de Sales i Joana Francesca de Chantal i Charlotte de Bréchard, en 1610.
Les monges de l'orde són conegudes com a visitandines o saleses (per Francesc de Sales), i posposen al seu nom les sigles  V.S.M.

## Història
L'orde va ser fundat com a congregació religiosa per Francesc de Sales (1567-1622), bisbe de Ginebra llavors exiliat en Annecy, i per la seva deixebla la baronessa Jeanne-Françoise Frémiot de Chantal (1572-1641). La idea de crear una nova congregació havia estat exposada pel bisbe a la baronessa el 4 de juny de 1607: el 6 de juny de 1610, a la casa de la Galerie d'Annecy, on vivia Francesc de Sales, Joana de Chantal i Charlotte de Bréchard van fundar l'Institut de la Visitació de Santa Maria. El 1611, després d'un any de noviciat, les primeres germanes van fer la professió de mans dels fundadors. Les primeres constitucions són de 1613: escrites per Francesc de Sales, no prescriu la clausura, però recomana l'"exercici de l'amor diví" mitjançant la visita als pobres i els malalts: d'aquí vindrà el nom de "visitandines" que rebran les germanes. A més, promou la devoció al Sagrat Cor.
L'arquebisbe de Lió, Denis-Simon de Marguemont, va demanar a Francesc de Sales que s'obrís un convent de saleses a la ciutat en 1615; les autoritats eclesiàstiques, llavors, van imposar modificacions a les constitucions, que prendran la forma definitiva cap al 1616. La congregació esdevé llavors un orde monàstic de clausura, dedicat a la vida contemplativa. La regla es basava en la Regla de Sant Agustí. L'orde va ser aprovat per la Santa Seu el 23 d'abril de 1618; el 16 d'octubre va ser erigit com a orde religiós per Pau V.
Aviat va tenir una gran difusió: en 1622, a la mort de Francesc de Sales, hi havia 13 monestirs el 1641; en morir la Chantal, ja eren 87 cases.

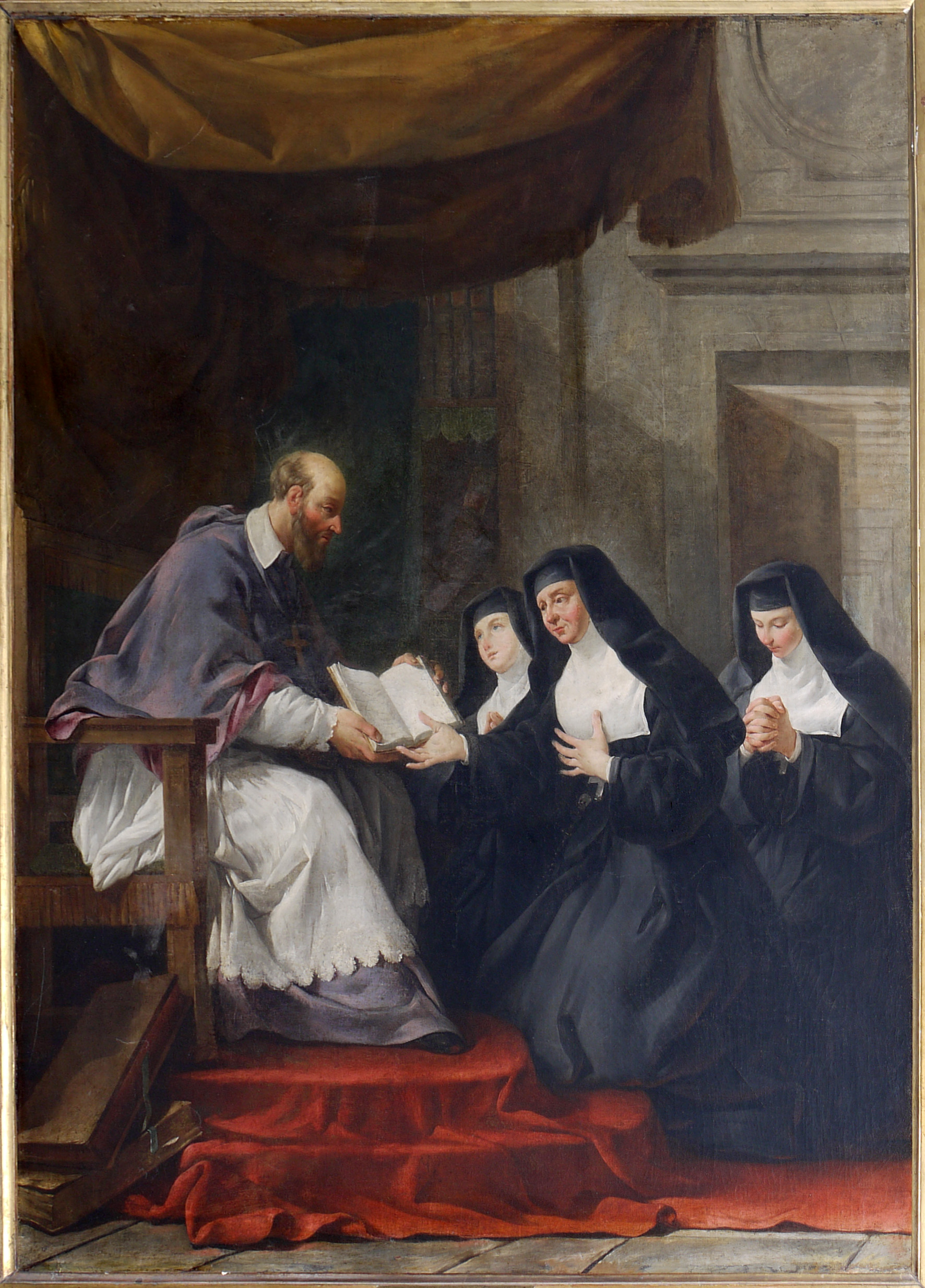
Fundació de l'orde de la Visitació, pintura del s. XVIII
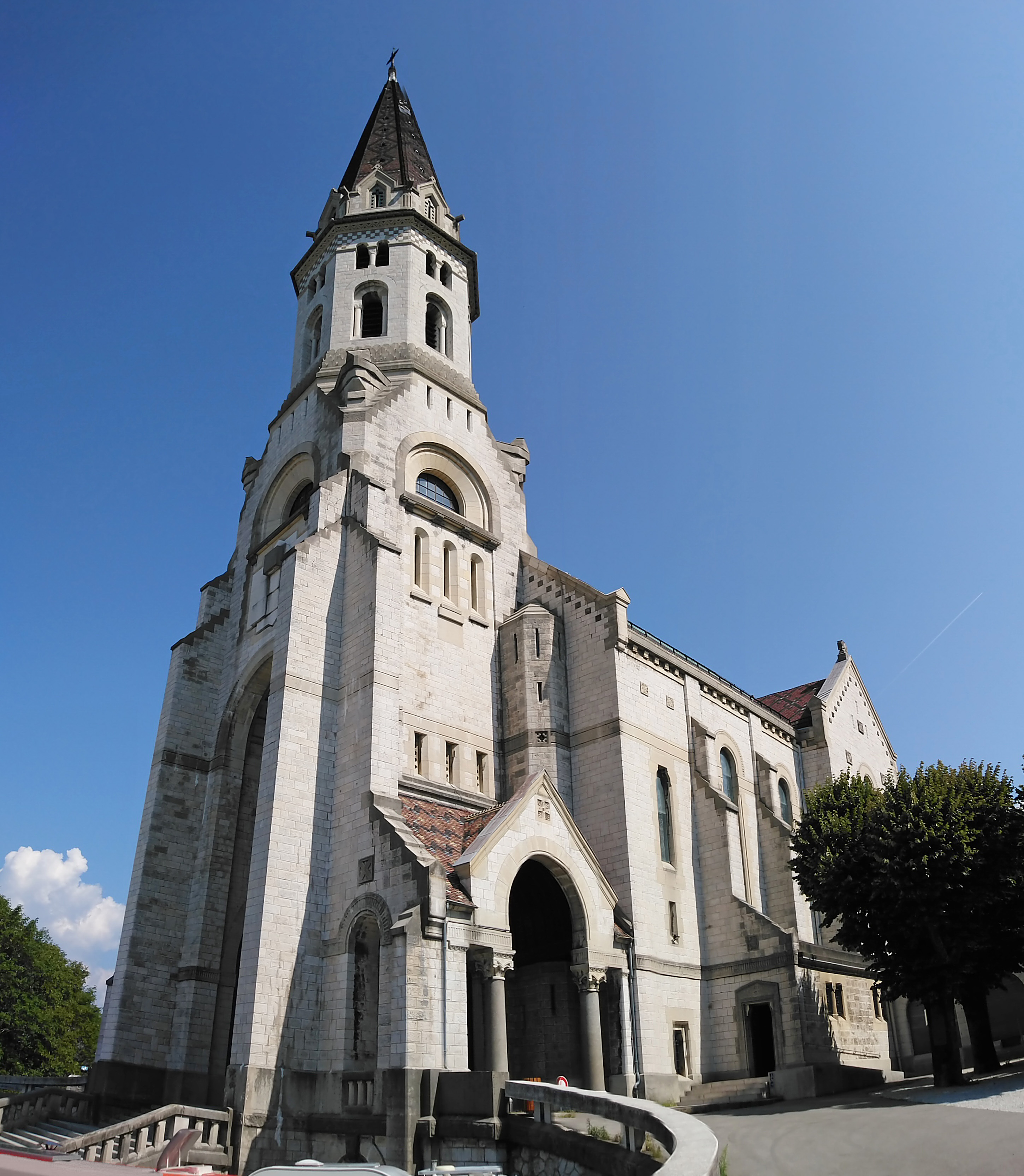
Basílica d'Annecy, França
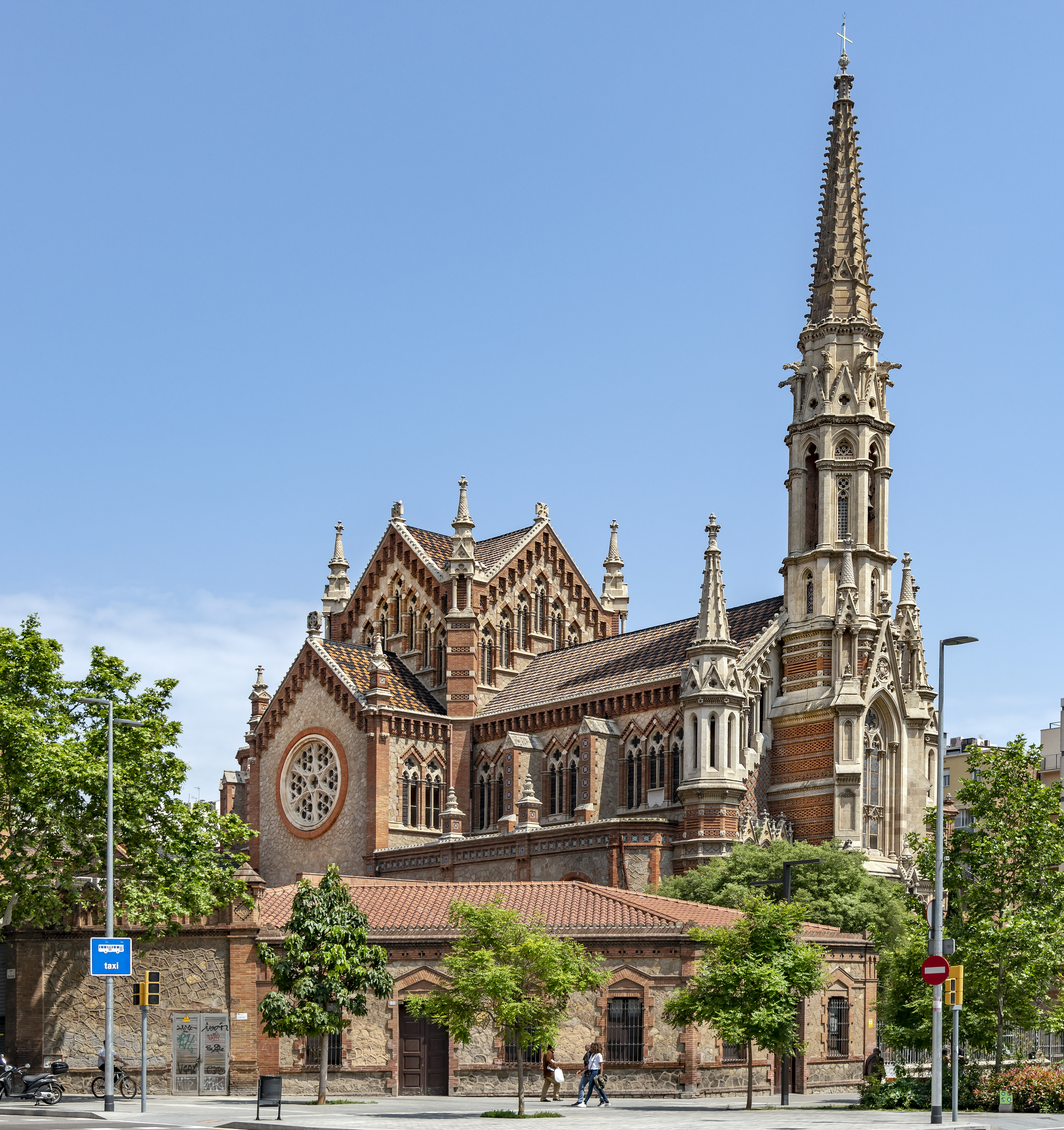
Antic convent de les Saleses de Barcelona (1878), avui dels maristes
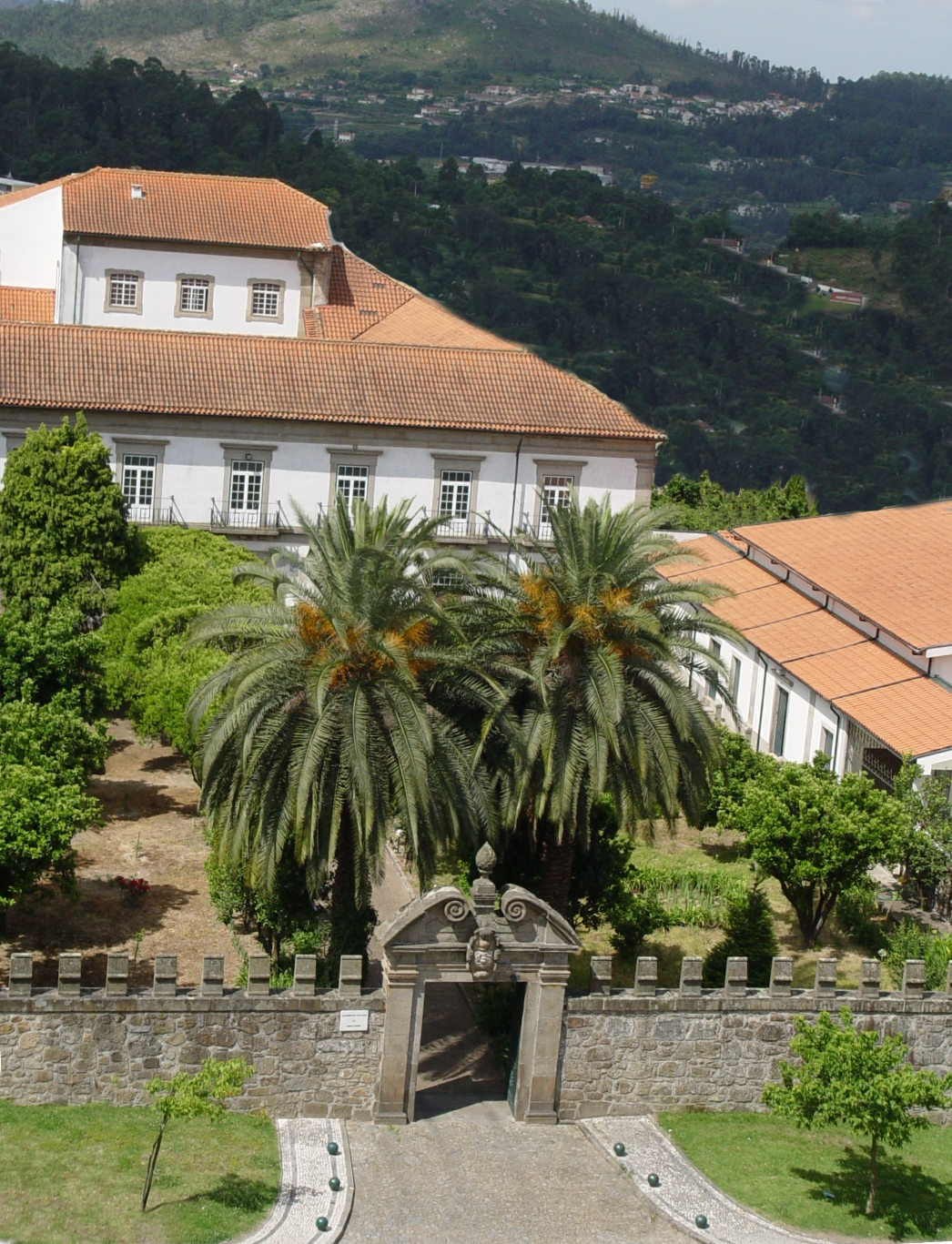
Monestir de la Visitació en Braga, Portugal

## Presència a Catalunya
El 23 d'octubre de 1874 es va establir per primer cop a Barcelona una fundació salesiana, ubicada en una torre de Gràcia. El 8 de juliol de 1876 les monges saleses compraren un terreny al passeig de Sant Joan on el 28 de març de 1877 es col·locà la primera pedra del futur convent de les Saleses de Barcelona. L'any 1878 les saleses ja ocuparen el convent. La construcció de l'adjacent església va començar el 18 de maig de 1882, amb la primera pedra col·locada pel bisbe Urquinaona. El temple va ser consagrat el 26 d'abril de 1885, amb presència de Jaume Català i Albosa, bisbe de Barcelona, Tomàs Costa\Tomàs Costa i Fornaguera, bisbe de Lleida, i Salvador Casañas i Pagès, bisbe d'Urgell. L'antic convent va ser convertit l'any 1943 en un col·legi dels Germans Maristes.

## Activitat i difusió
Les saleses són monges de clausura dedicades, per tant, a la vida de meditació i pregària. Viuen en monestirs autònoms dirigits per una superior. Al final de 1996, l'orde tenia 2.198 monges i novícies en 142 cases.